# Джумати
Джумати (груз. ჯუმათი) — село в Грузии, на территории Озургетского муниципалитета края (мхаре) Гурия.

## География
Село находится в западной части Грузии, на правом берегу реки Супсы, на расстоянии приблизительно 7 километров (по прямой) к северу от города Озургети, административного центра муниципалитета. Абсолютная высота — 134 метра над уровнем моря.

## Население
По результатам официальной переписи населения 2014 года, в Джумати проживало 345 человек (181 мужчина и 164 женщины). В национальной структуре населения грузины составляли 100 %.
| Год  | Население, человек |
| ---- | ------------------ |
| 2002 | 311                |
| 2014 | ↗ 345              |